# HMS Bacchante (1901)
Za druge ladje glejte HMS Bacchante.
HMS Bacchante je bila oklepna križarka razreda cressy Kraljeve vojne mornarice.
Bacchante je sodelovala pri invaziji na Anzac obalo med bitko za Galipoli leta 1915.